# Distretto di José Crespo y Castillo
Il distretto di José Crespo y Castillo è uno dei sei distretti della provincia di Leoncio Prado, in Perù. Si trova nella regione di Huánuco e si estende su una superficie di 2829,67 chilometri quadrati.